# Sebastián Toro
Sebastián Patricio Toro Hormazábal (* 2. Februar 1990 in Santiago) ist ein ehemaliger chilenischer Fußballspieler. Der Abwehrspieler absolvierte fünf Länderspiele für die Nationalmannschaft Chiles.

## Karriere

### Verein
Sebastián Toro kam im September 2008 in der Copa Chile gegen Fernández Vial zu seinem ersten Einsatz in der Profimannschaft des CSD Colo-Colo. Die Mannschaft, zu dessen Kader Toro zählte, gewann die Clausura 2008. Erst im September 2009 debütierte der Abwehrspieler in der Liga unter Hugo Tocalli, nachdem Innenverteidiger Luis Mena verletzt ausgefallen war und Toro den Vorzug vor Diego Olate erhielt. Dank einer guten Leistung behielt er seinen Startelfplatz neben Miguel Riffo und wurde ein wichtiger Baustein bei der Meisterschaft der Clausura 2009. Er wurde als bester junger Spieler 2009 ausgezeichnet.
Nach dem Trainerwechsel 2011 zu Interimstrainer Luis Pérez und dann zu Américo Gallego verlor Toro seinen Stammplatz aufgrund mehrerer Undiszipliniertheiten. So kam es dann auch zu Leihen zu Deportes Iquique 2012 sowie 2014 und Deportivo Ñublense 2015 bis 2016. Im August 2016 wechselte Toro endgültig zu Atlético Junior, nachdem Colo-Colos ehemaliger Trainer Claudio Borghi dem Trainer der Kolumbianer Giovanni Hernández den Abwehrspieler empfohlen hatte. Hernández blieb jedoch nur bis Ende 2016, so verließ auch Toro wieder den Klub.
Ab Mai 2017 spielte Toro für den CD Palestino, im August 2018 ging er zum albanischen Klub KF Laçi. Aufgrund ausstehender Gehaltszahlungen verließ Toro den Klub aus Europa und kehrte nach Chile zurück. Dort spielte er noch für Deportes Colina und beendete 2021 seine Karriere bei Unión La Calera. 2024 kehrte er nochmal in den Profifußball zurück und lief für Santiago City FC auf.

### Nationalmannschaft
Das Debüt in der Nationalmannschaft gab Sebastián Toro im Mai 2010 beim Freundschaftsspiel gegen Trinidad und Tobago. Beim 2:0-Erfolg erzielte er in der 49. Spielminute den 2:0-Endstand. Bis April 2012 kamen noch weitere Freundschaftsspiele hinzu; das letzte Länderspiel absolvierte er gegen Peru. Insgesamt kommt er somit auf fünf Länderspiele mit einem erzielten Treffer.

## Erfolge
- Chilenischer Meister (3): 2008-C, 2009-C, 2013/14-C